# 伊達村将
伊達 村将（だて むらまさ）は、江戸時代中期の武士。陸奥国仙台藩一門第六席・岩谷堂伊達家7代当主。

## 生涯
明和元年（1764年）、岩谷堂伊達家6代当主・伊達村富の子として生まれる。
安永2年（1773年）、父・村富の隠居により家督を相続し、岩谷堂邑主となる。天明3年（1783年）の天明の飢饉の際に、倉を開いて領民を救済した。米作に代わる産業の育成のため、家臣・三品茂左衛門に領内の名産の欅や漆を使って、車付きの箪笥を製作させたのが岩谷堂箪笥の始まりと伝わる。
寛政7年（1795年）2月12日、死去。享年32。家督は嫡男・宗隆が相続した。